# Kucz
Kucz (polnisch kucza, kuczka – „Zelt, Laubhütte, Krambude“; slowakisch kuča – „Hütte, Bude“; tschechisch kuča – „Perücke“) ist ein polnischer Familienname.

## Varianten
- Kuč
- Kucza, Kutscha, Kutzscha
- Kutschka, Kutschke, Kutschker
- Kutschera (Kuczera, tschechisch Kučera, Kučerová), Kutscher, Kuczer, Kutcher; Kučerík (Kučeríková)
- Kutzsche, Kutsche, Kucze
- Kutz, Kutzmann, Kutzman; Kutzer, Kutzner

## Namensträger
- Adam Kucz (* 1971), polnischer Fußballspieler
- Gustav Kucz (1901–1963), deutscher Archivar und Dolmetscher
- Jan Kucz (* 1936), polnischer Bildhauer und Pädagoge
- Konrad Kucz (* 1966), polnischer Grafiker, Instrumentalist und Komponist
- Meta Janssen-Kucz (* 1961), deutsche Politikerin
- Tomasz Kucz (* 1999), polnischer Fußballspieler